# Physalaemus montubio
Physalaemus montubio és una espècie de granota que viu a l'Equador.